# Skæbne-Anekdoter
Skæbne-Anekdoter (eng. Anecdotes of Destiny) er en samling af fortællinger, udgivet af Karen Blixen den 13. oktober 1958 i Danmark (udgivet samme år i USA og England).

## Fortællinger
- Dykkeren
- Babettes gæstebud[3]
- Storme
- Den udødelige historie
- Ringen

## Fodnoter
1. ↑  Fortællingerne Babettes gæstebud og Ringen blev offentliggjort i det amerikanske Ladies' Home Journal i 1950, mens Den udødelige Historie blev publiceret samme sted i 1953.
2. ↑  Under pseudonymet Isak Dinesen.
3. ↑  Filmatiseret i 1987 med drejebog og instruktion af Gabriel Axel. Se Babettes gæstebud (film)